# Grande-Côte (Sénégal)
Pour les articles homonymes, voir Grande-Côte.
La Grande-Côte est une section du littoral sénégalais située au nord de Dakar, entre la presqu'île du Cap-Vert et l'embouchure du fleuve Sénégal.
Elle est désignée ainsi par rapport à la Petite-Côte, la partie du littoral située au sud de Dakar et qui se prolonge jusqu'au Sine-Saloum.

## Géographie
La Grande-Côte, ce sont 150 km de plages, avec du courant et des vagues qui séduisent les sportifs. Mais le phénomène de la barre, présent tout le long du littoral, peut s'avérer dangereux.
Derrière ces dunes, les Niayes, les cultures maraîchères qui approvisionneront Dakar, s'abritent du vent.

## Population
Elle est moins peuplée et moins urbanisée que la Petite-Côte. 
En partant de Dakar, les localités les plus significatives sont Kayar, Mboro, Fass Boye, Lompoul-sur-mer et Gandiol.

## Tourisme
Cette partie du littoral a été moins exploitée jusqu'ici que la côte sud. 
Elle est du moins connue des aficionados du Rallye Dakar qui la parcourt dans sa dernière étape, au retour de Mauritanie.